# La settimana al mare
La settimana al mare è un film del 1981 diretto da Mariano Laurenti.

## Trama
Carlo Martinelli è un giovane studente universitario di psicologia che vive ancora con i genitori. Il padre, fingendo di farsi accompagnare per affari in Arabia Saudita, decide di portarlo con sé in una località balneare, per farlo diventare un vero uomo facendogli conoscere una donna. Giunti nell'albergo, Carlo conosce la bella Angela Marconcini, direttrice dell'albergo, della quale s'invaghisce. Il padre di Carlo non sa però che il figlio già se la cava e anche bene con le donne: sfrutta infatti la psicologia per sedurle. Così, mentre suo padre cerca di trovargli una donna Carlo inizia a sedurre Angela, che però scopre per caso che in realtà Carlo non è affatto timido e impacciato, e diventa furiosa con lui per averle mentito. Intanto, la madre di Carlo, parlando con un'amica, scopre che il marito non è partito per l'Arabia Saudita ma è al mare con Carlo, e qui lo raggiunge, minacciando il divorzio. A questo punto sopraggiungono Carlo e Angela che, nel frattempo riappacificatisi, comunicano alla madre di Carlo che Angela è incinta.